# Braddock: Desaparecido en combate 3
Braddock: Desaparecido en combate 3 (título original: Braddock: Missing in Action III) es una película del año 1988, dirigida por Aaron Norris y protagonizada por Chuck Norris. 
Es la secuela de Desaparecido en combate (1984) y Desaparecido en combate 2 (1985). También es el debut de Aaron Norris como director.

## Argumento
La guerra de Vietnam llega a su caótico final. El coronel Braddock busca a su mujer vietnamita, que está embarazada. La embajada norteamericana está siendo evacuada y, tras una explosión, Braddock cree que su mujer ha fallecido y se va de Vietnam.
Sin embargo 12 años después Braddock se entera a través de un cura, que vive en Vietnam y que temporalmente visita Estados Unidos, que su mujer y su hijo están vivos. Por ello Braddock decide volver a Vietnam en contra de la voluntad de la CIA para encontrarlos.

## Reparto
- Chuck Norris: Coronel James Braddock
- Aki Aleong: General Quoc
- Roland Harrah III: Van Tan Cang
- Miki Kim: Lin Tan Cang
- Yehuda Efroni: Rev. Polanski
- Ron Barker: Mik
- Floyd Levine: General Duncan
- Jack Rader: Little John
- Melinda Betron: Thuy

## Producción
La película se rodó en Filipinas. Durante el rodaje 4 soldados filipinos, que participaban en la filmación, murieron en un accidente mientras se dirigían al rodaje de una secuencia de acción de esa película.

## Recepción
La película no fue un éxito de taquilla. También fue la última de las películas del grupo de Cannon.
Hoy en día la película ha sido valorada en Internet por el portal cinematográfico IMDb. Con 6.749 votos registrados al respecto, la obra cinematográfica obtiene en ese portal una media ponderada de 4,8 sobre 10.